# Феоксена (дружина Агафокла)
Феоксена (дав.-гр. Θεόξενα; також Теоксена; раніше 317 до н. е. — після 289 до н. е.) — третя і остання дружина правителя Сицилії Агафокла, родичка діадоха і басилевса Птолемея I Сотера.

## Походження
Невідомо, ким були батьки Феоксени. Єдиний давній автор, який її згадує, Юстин, каже тільки, що вона прибула з Єгипту і туди ж була відіслана чоловіком. Враховуючи, що на момент від'їзду до Єгипту в Феоксени були малолітні діти, шлюб стався не раніше 304 року до н. е. В цей час Агафокл прийняв титул басилевса, проголошуючи себе рівним діадохам. Тоді ж Птолемей I Сотер організував серію династичних шлюбів, одним з яких і міг бути шлюб Агафокла з Феоксеною. На момент шлюбу Феоксені повинно було бути не менше 14-15 років. Крім того, вона повинна була бути родичкою Птолемея, щоб Агафокл погодився на цей шлюб. Йоганн Дройзер вважав, що Феоксена була дочкою дружини Птолемея — Береніки — від її першого чоловіка Філіппа. Згідно з Плутархом, у Береніки було кілька дочок від першого шлюбу. Птолемей активно використовував дітей Філіппа у своїй західній політиці. Так, інша падчерка Птолемея — Антігона — вийшла заміж за епірського принца Пірра, а її брат Магас став намісником Кирени. Дана версія найбільш популярна серед дослідників, однак і вона не є загальновизнаною. Карл Юліус Белох вважав Феоксену дочкою Птолемея та Еврідіки. Також висловлювалися гіпотези, що вона могла бути дочкою Птолемея від Береніки або від однієї з його наложниць. За ще однією версією, Феоксена могла бути дочкою Менелая, брата Птолемея.

## Біографія
Єдина згадка про Феоксену в античних авторів пов'язана з останніми днями життя Агафокла. У 289 році до н. е. чоловік Феоксени опинився при смерті. Як тільки він захворів, його ймовірні спадкоємці почали між собою озброєну боротьбу. Діти Феоксени на той момент були занадто малі щоб у такій ситуації претендувати на престол. Щоб уберегти жінку і її дітей від честолюбних родичів, Агафокл відправив їх в Єгипет разом з грошима, рабами та скарбами.
Юстин описує зворушливу сцену прощання Агафокла з дружиною і дітьми: «Дружина Агафокла довго просила, щоб її не розлучали з хворим, побоюючись, як би люди не засудили її нарівні з онуком-батькобивцею, не звинувачували її в тому, що, покинувши хворого чоловіка, вона вчинила так само жорстоко, як онук, виступивши проти діда. Адже вона, вийшовши заміж, обіцяла розділяти з чоловіком не тільки одну щасливу долю, але і будь-яку іншу; вона охоче піддасть небезпеці своє життя заради того, щоб прийняти останній подих свого чоловіка; якщо вона поїде, то ніхто не замінить її при обряді поховання та не зробить його з належним благоговінням. Крихітки голосно плакали, прощаючись з батьком і, обнявши його, ніяк не могли від нього відірватися; дружина теж обсипала його поцілунками, більше не сподіваючись побачити його; не менш тяжко було бачити сльози самого [вмираючого] старого. Сім'я оплакувала вмираючого батька, а він — дітей-вигнанців. Вони говорили про те, що після їх від'їзду батько, хворий старий, залишається зовсім самотнім, а він про те, що їх, вихованих в надії на царське положення, він прирікає на злидні. Весь палац оголошували звуками ридань тих, хто був свідком цієї тяжкої розлуки».

## Родина
При згадці дітей Феоксени, Юстин використовує слово лат. parvuli, тобто слово діти в чоловічому роді. Тому, спочатку вважалося що у Феоксени було двоє синів. Після публікації Оксіринхського папірусу XXXVII 2821, запанувала думка, що у Феоксени були хлопчик з дівчинкою. В даному папірусі йдеться про Феоксену, дочку Агафокла. Хоча ім'я матері в папірусі не збереглося, вважається що це була Феоксена, дружина Агафокла. Другу дитину, зазвичай, ототожнюють з епистатом Лівії Архагатом, сином Агафокла. Він відомий з одного напису на білій мармуровій плиті, знайденій в Александрії, де Архагат разом зі своєю дружиною роблять посвяту теменосу Серапіса та Ісіди. Сам публікатор напису, Пітер Фрейзер, скептично ставився до ототожнення сина Агафокла з епистатом Лівії. Дослідник Кріс Беннетт, погоджуючись з даними ідентифікаціями, заявляв що Архагат і Феоксена, можливо, були дітьми Агафокла та Феоксени.